# Latitudes
Latitudes es el vigésimo segundo álbum de estudio de la banda chilena Quilapayún, lanzado en 1992. Corresponde al primer álbum en estudio oficial de la banda luego de su regreso a Chile después de su exilio en Europa producto de la dictadura militar.
Fue el primer álbum de la banda en lanzarse inicialmente en formato de CD.

## Lista de canciones
| N.º | Título                                                          | Letras                                 | Música                            | Duración |  |
| 1.  | «Latináfrica»                                                   | Rodolfo Parada                         | Rodolfo Parada                    |          |  |
| 2.  | «Regreso»                                                       | Rodolfo Parada                         | Patricio Wang                     |          |  |
| 3.  | «Creer es ver»                                                  | Rodolfo Parada                         | Rodolfo Parada                    |          |  |
| 4.  | «Fuerzas naturales»                                             | Vicente Huidobro                       | Patricio Wang                     |          |  |
| 5.  | «Invocación a la lluvia»                                        | Aborígenes australianos & Huidobro     | Patricio Wang                     |          |  |
| 6.  | «Otro tiempo»                                                   | Rodolfo Parada                         | Rodolfo Parada                    |          |  |
| 7.  | «Allende»                                                       | Rodolfo Parada & Orlando Jimeno-Grendi | Patricio Wang                     |          |  |
| 8.  | «Todos vuelven»                                                 | César Miró                             | César Miró                        |          |  |
| 9.  | «Juegos y palabras»                                             | Osvaldo Torres & Rodolfo Parada        | Hugo Lagos                        |          |  |
| 10. | «Histoires personnelles»                                        | Rodolfo Parada                         | Patricio Wang                     |          |  |
| 11. | «Yaraví y huayno»                                               | instrumental                           | popular *                         |          |  |
| 12. | «Obachule»                                                      | yoruba popular de América Central      | yoruba popular de América Central |          |  |
| 13. | «La batea» (3a versión; 1a es de Vivir como él, 2a de Adelante) | Rodolfo Parada & Hernán Gómez          | Toni Taño **                      |          |  |

*: arreglos por Patricio Wang.
**: arreglos por Quilapayún.
La canción «Invocación a la lluvia» ya había sido lanzada como versión en vivo en 1989, en el álbum anterior de la banda Quilapayún ¡en Chile!.

## Créditos
Quilapayún
- Carlos Quezada
- Hernán Gómez
- Rodolfo Parada
- Hugo Lagos
- Guillermo García
- Ricardo Venegas
- Patricio Wang